# Bruno Wüstenberg
Bruno Wüstenberg (ur. 10 marca 1912 w Duisburgu, zm. 31 maja 1984 we Fryburgu Bryzgowijskim) – niemiecki duchowny rzymskokatolicki, dyplomata watykański, arcybiskup tytularny. 

## Życiorys
Święcenia kapłańskie przyjął 3 marca 1938 roku. 24 października 1966 papież Paweł VI mianował go pronuncjuszem apostolskim w Japonii i zarazem arcybiskupem tytularnym Tyru. Sakry udzielił mu 21 grudnia 1966 kardynał Joseph Frings, ówczesny arcybiskup metropolita Kolonii. 19 grudnia 1973 został przeniesiony na urząd pronuncjusza na Wybrzeżu Kości Słoniowej i jednocześnie delegata apostolskiego w Gwinei i Togo. 27 grudnia 1975 do stanowisk tych dodany został jeszcze urząd pronuncjusza w Beninie. 17 stycznia 1979 otrzymał stanowisko pronuncjusza w Holandii, które zajmował aż do śmierci. Zmarł w dniu 31 maja 1984, w wieku 72 lat. 